# Фіно-Морнаско
Фіно-Морнаско (італ. Fino Mornasco) — муніципалітет в Італії, у регіоні Ломбардія, провінція Комо.
Фіно-Морнаско розташоване на відстані близько 510 км на північний захід від Рима, 35 км на північ від Мілана, 9 км на південний захід від Комо.
Населення — 9861 особа (2014).
Щорічний фестиваль відбувається 26 грудня. Покровитель — святий Степан.

## Демографія
Населення за роками:

Станом на 1 січня 2023 року в муніципалітеті офіційно проживало 765 іноземців з 64 країн, серед них 181 громадянин країн Євросоюзу та 53 громадяни України.

## Сусідні муніципалітети
- Кадораго
- Казнате-кон-Бернате
- Кассіна-Риццарді
- Куччаго
- Гуанцате
- Луїзаго
- Вертемате-кон-Мінопріо